# Andrej Klimovets
Andrej Klimovets, né le 18 août 1974 à Gomel en RSS de Biélorussie (Union soviétique), est un ancien handballeur biélorusse puis allemand, évoluant au poste de pivot.
Après avoir évolué avec la Biélorussie, pays dont il est originaire, il est naturalisé allemand et fait ses débuts avec la sélection allemande en 2005. Sa première participation à une phase finale avec celle-ci se termine par une 5e place lors du Championnat d'Europe 2006 en Suisse.
Il se blesse au mollet droit peu avant le Championnat du monde 2007 qui se déroule en Allemagne et n'est donc utilisé qu'à compter du stade des demi-finales et seulement pour des tâches défensives. En revanche, il participe aux Jeux olympiques 2008.

## Palmarès

### Club
Compétitions internationales
- Vainqueur de la Coupe des Villes (1) : 1999
- Vainqueur de la Coupe des vainqueurs de coupe (1) : 2001
- Finaliste de la Coupe de l'EHF en 1992, 1998 et 2000

Compétitions internationales
- Deuxième du Championnat de CEI (1) : 1992
- Vainqueur du Championnat de Biélorussie (3) : 1993, 1994, 1995
- Vainqueur de la Supercoupe d'Allemagne (1) : 2000
- Vainqueur du Championnat d'Allemagne (1) : 2004
- Vainqueur de la Coupe d'Allemagne (3) : 2003, 2004, 2005

### Équipes nationales
Andrej Klimovets cumule 101 sélections et 328 buts avec la  Biélorussie :
- 8e place au Championnat d'Europe 1994 au Portugal
- 9e place au  Championnat du monde 1995 en Islande

Andrej Klimovets cumule 71 sélections et 169 buts avec l' Allemagne :
- 5e place au Championnat d'Europe 2006 en Suisse
- médaille d'or au Championnat du monde 2007 en Allemagne
- 4e place au Championnat d'Europe 2008 en Norvège